# Moneyboys
Moneyboys es una película dramática taiwanesa-austriaca de 2021 escrita y dirigida por C.B.Yi (como su primer largometraje), y protagonizada por Kai Ko, Chloe Maayan, J.C. Lin, Bai Yufan y Sun Qiheng. En junio de 2021, la película fue seleccionada para competir en la sección Un Certain Regard del Festival de Cine de Cannes de 2021.

## Sinopsis
Fei trabaja ilegalmente como prostituto para mantener a su familia, pero cuando se da cuenta de que están dispuestos a aceptar su dinero pero no su forma de vida, hay una ruptura importante en sus relaciones. A través de su relación con el testarudo Long, Fei parece capaz de encontrar una nueva oportunidad en la vida, pero luego se encuentra con Xiaolai, el amor de su juventud, quien lo confronta con la culpa de su pasado reprimido.

## Reconocimientos
En 2021, el filme Moneyboys fue reconocido en el Festival Internacional de Cine de Gijón con el Premio Rambal.

## Reparto
- Kai Ko como Fei
- Chloe Maayan como Lulu
- Bai Yufan como Long
- JC Lin como Xiaolai
- Sol Qiheng